# Strandkål
Strandkål (Crambe maritima) är en art i familjen korsblommiga växter.

## Beskrivning
Strandkålen är en flerårig, kal ört, upp till 80 cm hög med ett både djupgående och utbrett rotsystem. Bladen är stora, krusiga och blågröna, de nedre har långa skaft. Blommorna är vita och har fyra kronblad. De sitter i välförgrenade blomställningar. Strandkål blommar i juni-juli. Fruktskidorna är stora och tvåledade. Den nedre leden är förkrympt och steril, medan den övre är nästan klotrund och innehåller det enda fröet. Frukten faller oöppnad.
Som andra arter korsblommiga växter angrips den av kålfjäril.

## Utbredning och habitat
Den växer på stränder vid västkusten, Östersjön, Atlanten och Svarta havet. I Sverige finns strandkål framför allt vid västkusten, de södra kusterna och Hanöbukten inklusive de stora öarna. Mer sällsynt förekommer den också upp till Uppsala. Dess naturliga hemvist är stränder med sten eller mycket sand, ofta vid ilandfluten tång, som den får näring från i denna annars mycket näringsfattiga miljö.
Strandkål är fridlyst i Blekinge och i Gotlands län.

## Etymologi
Artnamnet maritima (lat.) betyder "växer vid havet". 

## Användning
Strandkålen odlas, framför allt i England, som delikatess. Bladen kan blekas och används som sparris. Unga blad och skott kan användas som spenat, smaken är nötliknande.

## Synonymer
- Caulis maritimus (L.) E.H.L.Krause, 1900
- Cochlearia maritima (L.) Crantz, 1769
- Crambe pontica Steven, 1869
- Crucifera maritima (L.) E.H.L.Krause, 1902
- Crucifera matrah (L.) E.H.L.Krause, 1902